# Palacio de Cristal del Retiro
El Palacio de Cristal es una estructura de metal y cristal situado en el parque del Retiro de la ciudad española de Madrid. Fue construido en 1887 con motivo de la Exposición General de las Islas Filipinas, y es un ejemplo destacado de la arquitectura de cristal y hierro en Madrid. En la actualidad es una de las sedes del Museo Reina Sofía.
Este Palacio fue diseñado para ofrecer un ambiente ideal para la exhibición de plantas tropicales durante la Exposición General de las Islas Filipinas de 1887. Su estructura de vidrio y metal no solo permitía una abundante entrada de luz natural, sino que también mantenía un clima controlado dentro del edificio, crucial para las especies exóticas que albergaba. La disposición de sus espacios internos y la gran cúpula central facilitaban la visualización y el cuidado de las plantas acuáticas y vegetación tropical, resaltando su función primordial como invernadero. Además, el lago artificial que rodea el edificio contribuye a recrear un entorno natural propicio para el crecimiento de las plantas.

## Historia

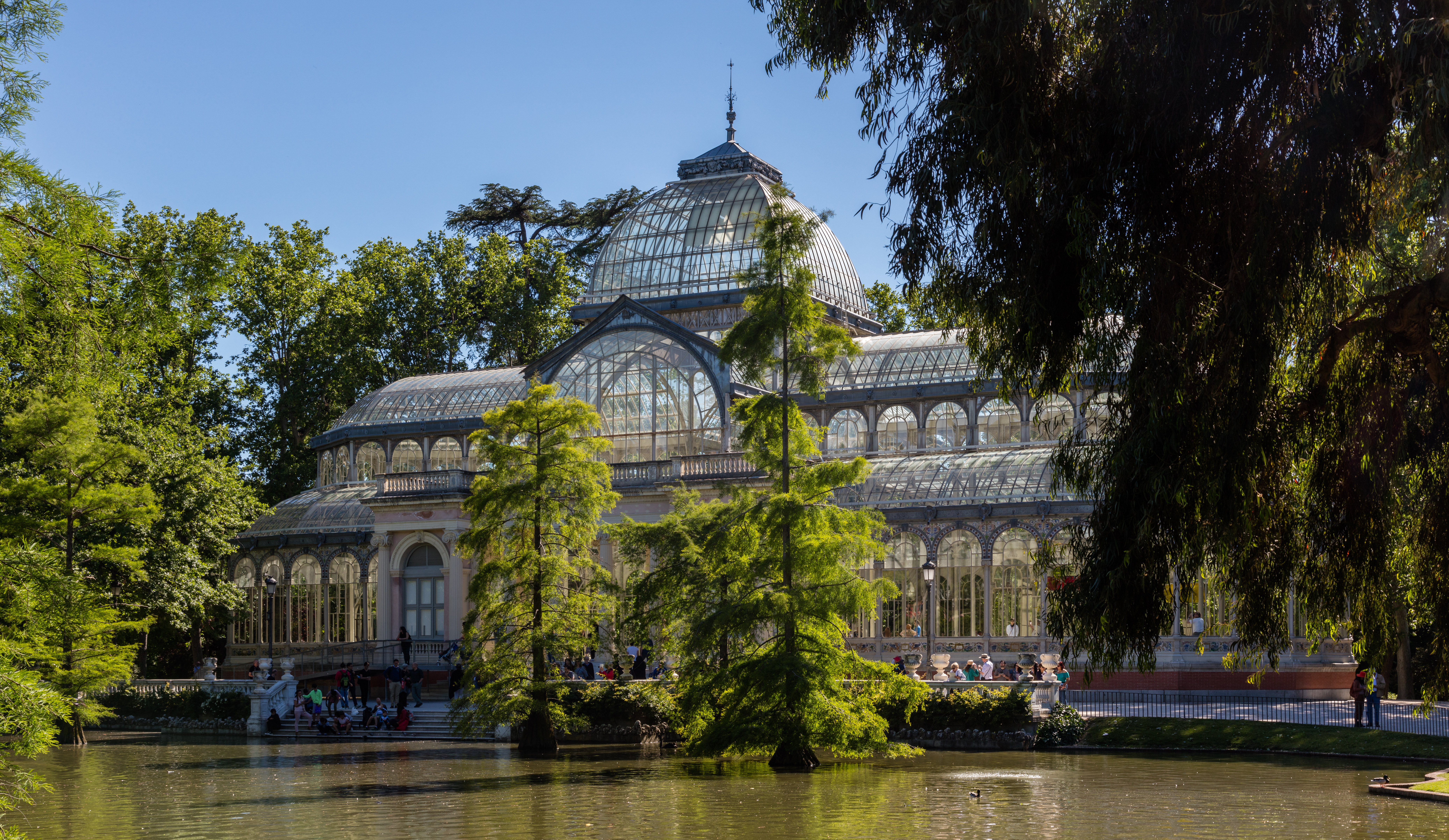
Vista del palacio y su entorno en primavera

Fue construido por Ricardo Velázquez Bosco en 1887 para la Exposición General de las Islas Filipinas, una exposición de exaltación colonial del Imperio español. El palacio se inspiró en el Crystal Palace, levantado en el Hyde Park de Londres en 1851 por Joseph Paxton con motivo de la Exposición de Trabajos Industriales.
Su estructura es de metal y está totalmente recubierto por planchas de cristal, de ahí su nombre. La decoración cerámica utilizada en pequeños frisos y remates es obra de Daniel Zuloaga; de ella destacan las figuras de grutescos con cabezas de ánades. La gran impresión que debió de causar el palacio queda reflejada en esta descripción, aparecida en El Globo, en 1887:

... Es el Palacio de Cristal como una catedral de vidrio, de clásicas proporciones, sobre una colina de césped. Sus paredes y muros son inmensas y transparentes vidrieras sostenidas por jónicas columnas de hierro, dispuestas en tres naves sobre una traza de forma de trébol y coronadas por una inmensa cúpula, cuya altura alcanza 22,60 metros, que cubre un magno pilón destinado á las plantas acuáticas. Alrededor, y en las naves laterales, de 14,61 de elevación, han de cobijarse las flexibles gramíneas y elevadas palmas características de la flora tropical de Filipinas. Su majestuosa portada, de gusto clásico y estilo griego, cae sobre una terraza circundada por elegante balaustre, y mira al lago, que se extiende a sus pies como un espejo donde han de mirarse los esbeltos troncos, las verdes frondas y las pintadas corolas que aguarda el Palacio.

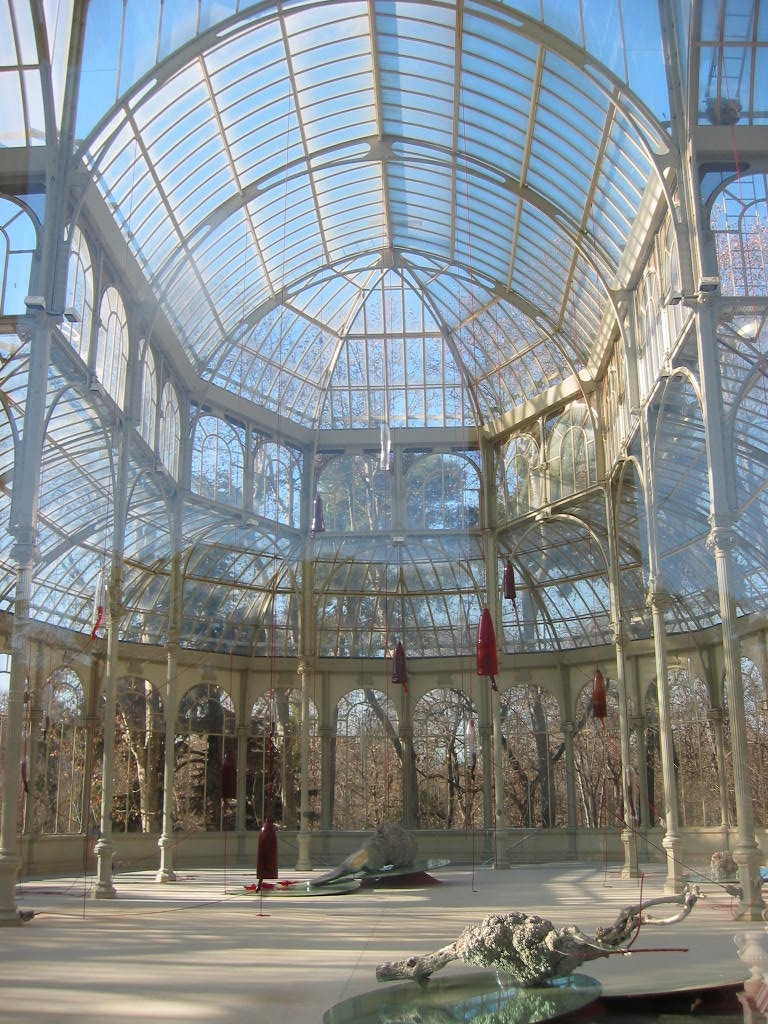
Interior, donde se muestran además una serie de obras de arte moderno.

A sus pies se encuentra un lago artificial (existe una escalera que se sumerge dentro de él), en el que se pueden encontrar varios ejemplares de ciprés de los pantanos (Taxodium distichum), cuya principal característica es que parte de su tronco y de sus raíces están bajo el agua. El edificio está rodeado de castaños de Indias.
El 10 de mayo de 1936, el Palacio de Cristal del Retiro fue el escenario en el que se eligió a Manuel Azaña como presidente de la República. Las Cortes se habían quedado pequeñas para acoger a la asamblea mixta de diputados y compromisarios, y el Palacio de Cristal fue elegido para la votación y toma de posesión. Azaña, único candidato, salió elegido por 754 votos de 874.
En 1975 se llevó a cabo una reparación integral que devolvió al Palacio el aspecto original. En la actualidad es una de las sedes del Museo Reina Sofía y en su interior se realizan exposiciones de arte contemporáneo.
En 1992 en el Distrito de Arganzuela de Madrid fue inaugurado otro Palacio de Cristal.

## Galería de imágenes

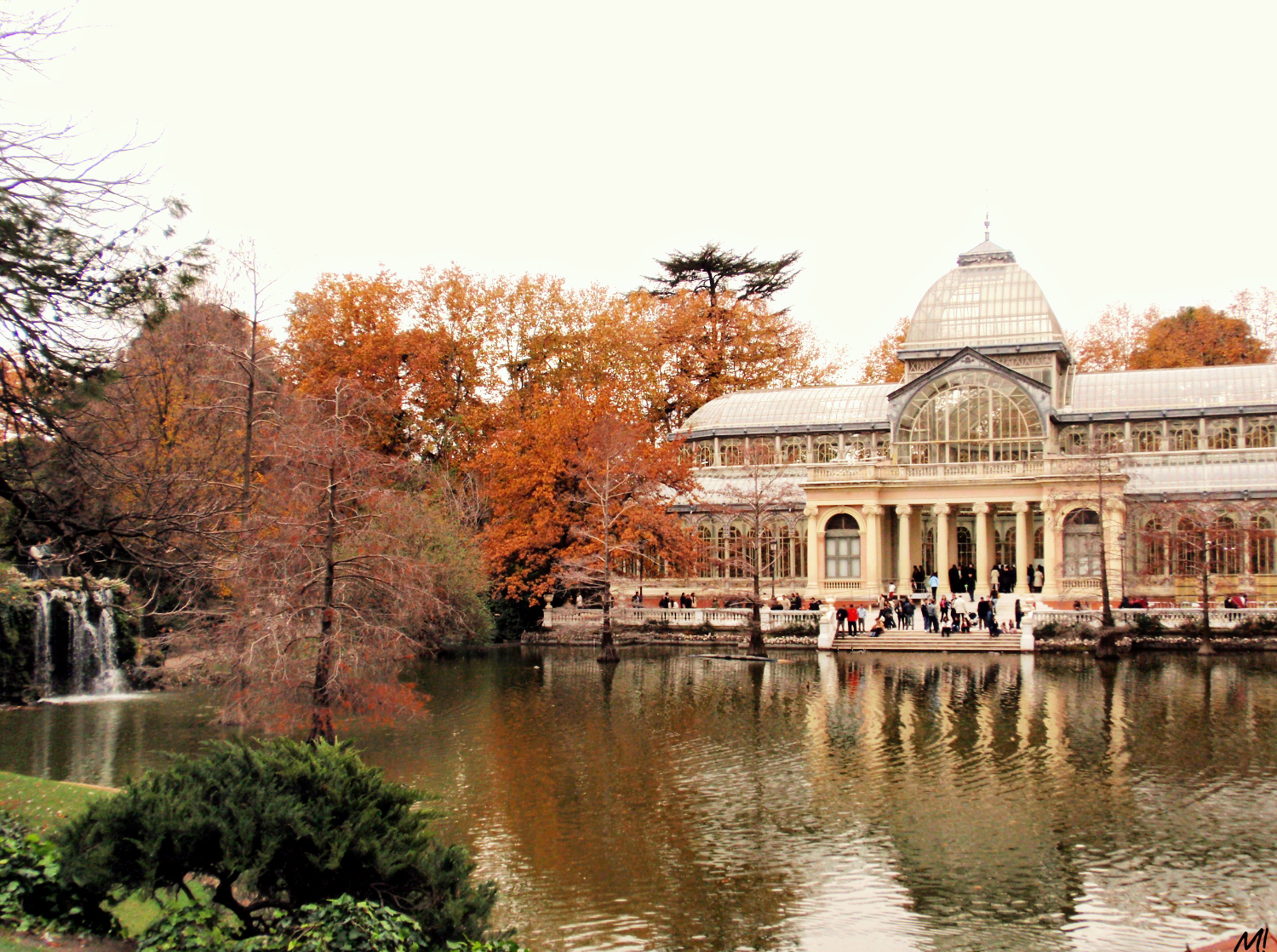
Palacio de Cristal de los Jardines del Retiro de Madrid en una foto otoñal.
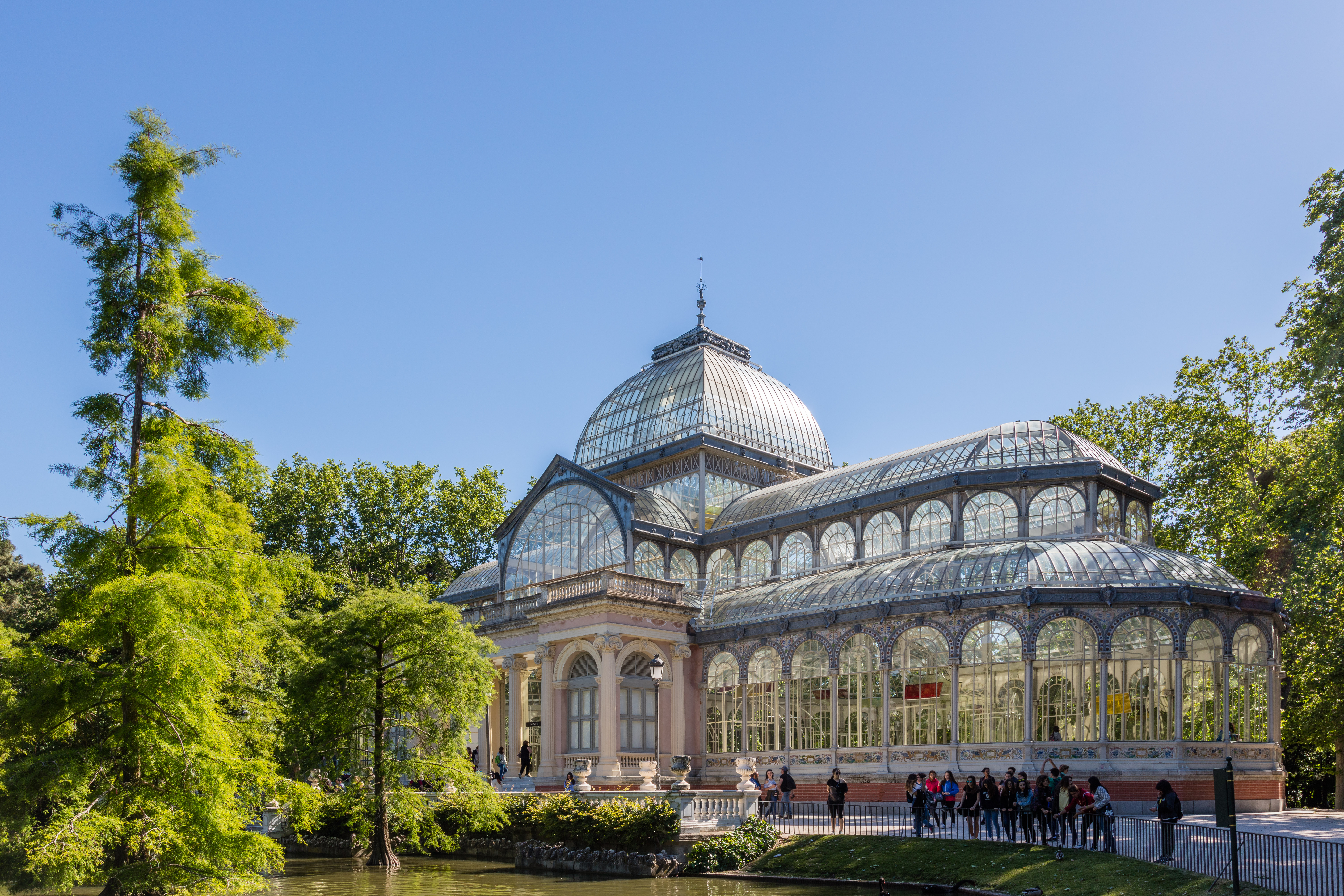
Vista del edificio en verano.
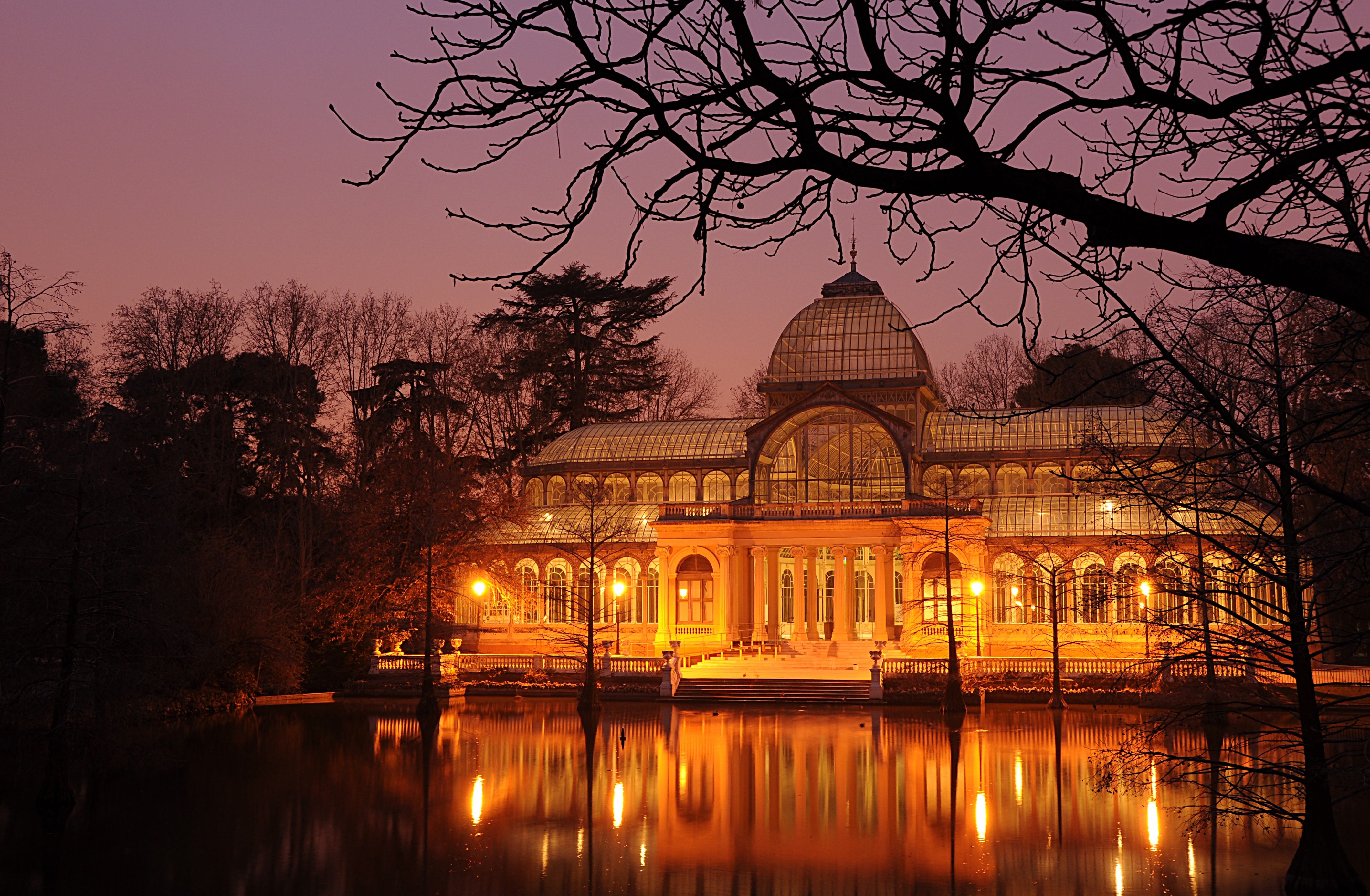
Vista nocturna.
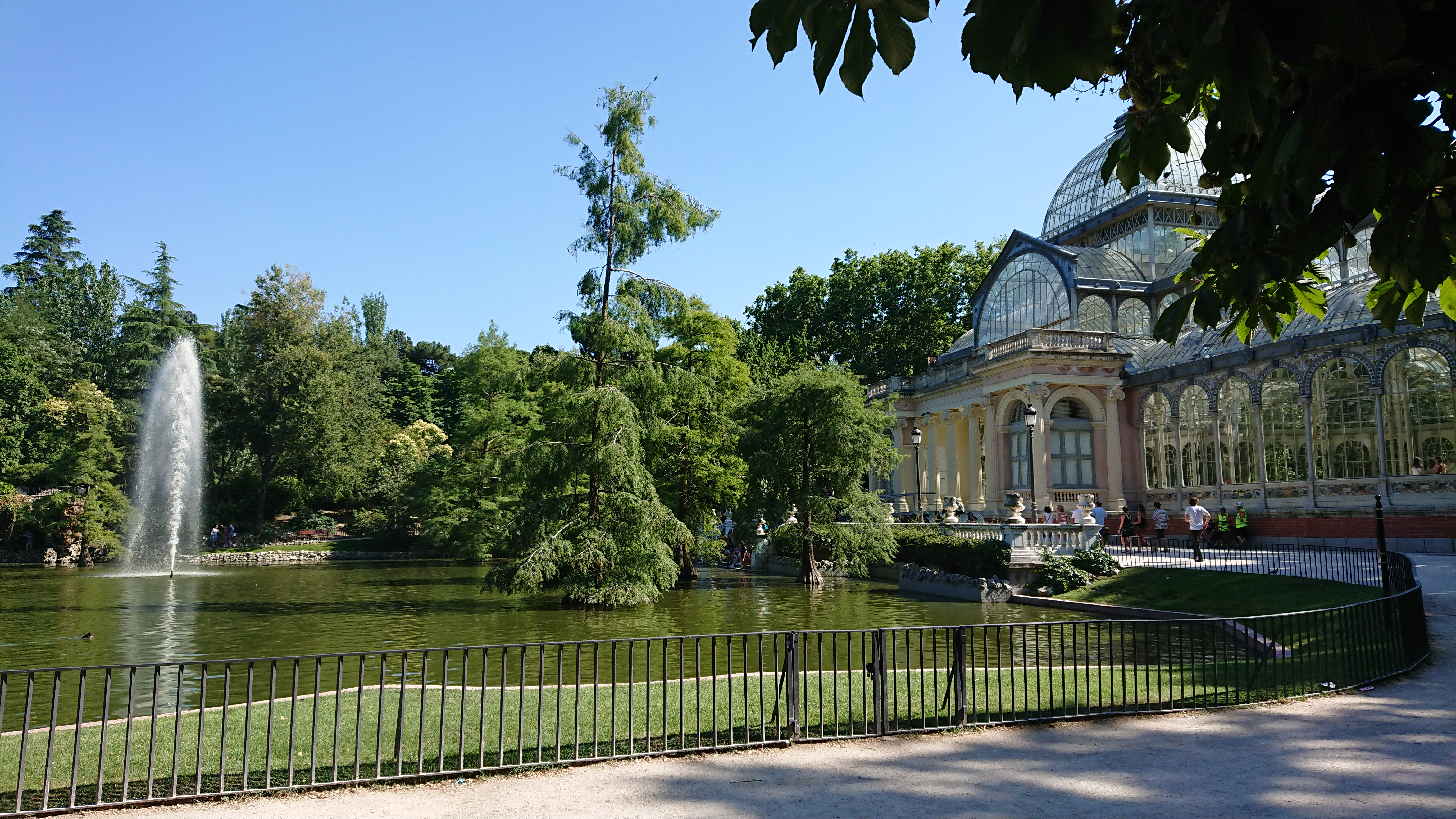
Palacio de cristal y estanque.
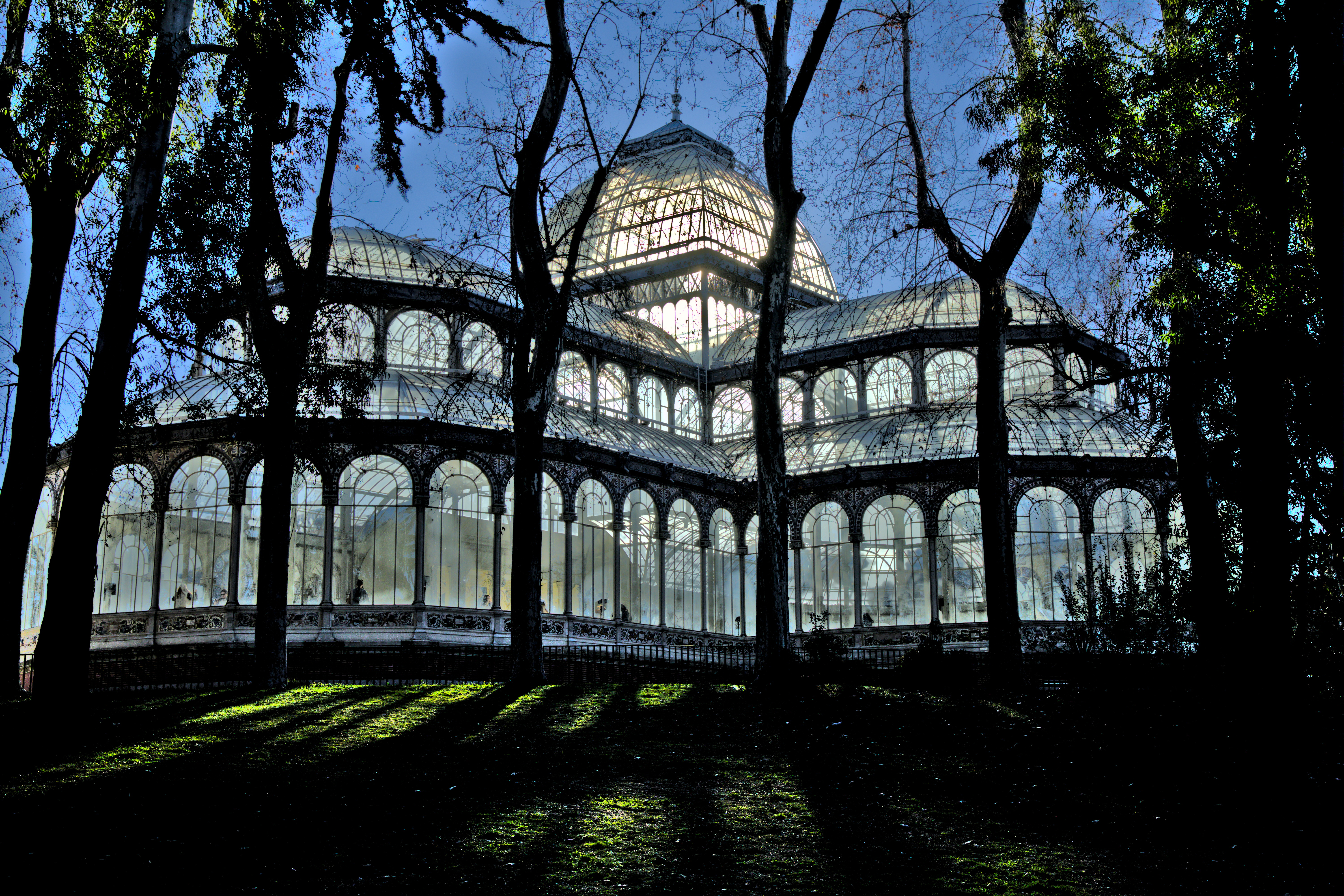
Vista posterior.
Panorámica.
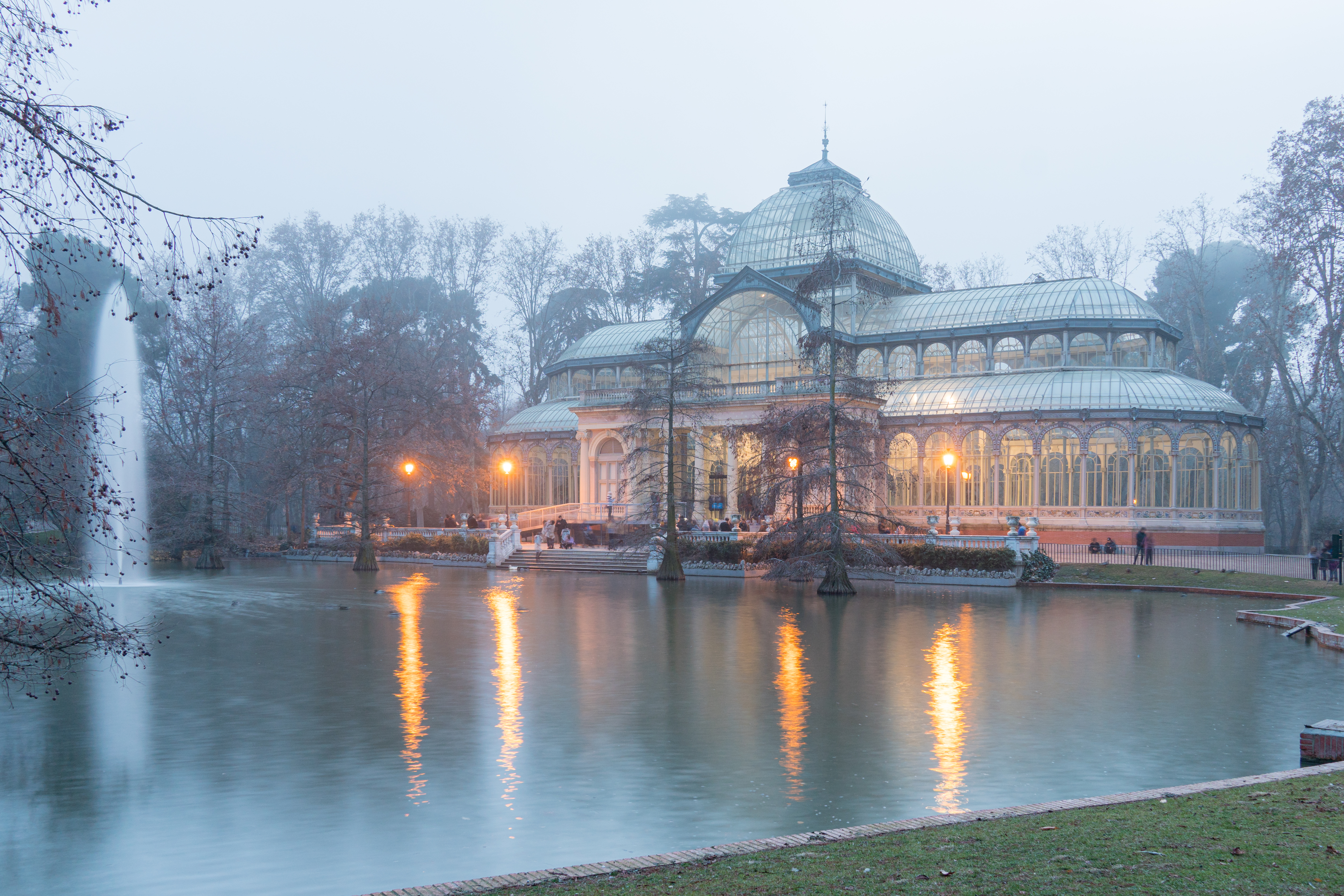
Niebla en invierno.